# Antwerp Bulk Terminal
Antwerp Bulk Terminal (ABT) is een overslagbedrijf voor onder meer steenkool, erts en biobrandstoffen, gelegen in de haven van Antwerpen. ABT laadt en lost ongeveer 4 miljoen ton per jaar in schepen, lichters, treinen en vrachtwagens.
ABT maakt deel uit van de groep SEA-invest en bestaat uit 4 terminals:
- ABT 750 Bevrijdingsdok;
- ABT 209 Leopolddok;
- ABT 95  Amerikadok;
- ABT 326 zesde Havendok.